# Willows
Willows település az Amerikai Egyesült Államok Kalifornia államában, Glenn megyében, melynek megyeszékhelye is. Lakosainak száma 6293 fő (2020. április 1.).

## Népesség
A település népességének változása:

| 2010 | 6 166 |
| 2020 | 6 293 |